# 多枝雾水葛
多枝雾水葛（学名：Pouzolzia zeylanica var. microphylla）为荨麻科雾水葛属下的一个变种。

## 扩展阅读
- 維基物種上的相關：多枝雾水葛